# Parque nacional Tierra del Leopardo
El Parque nacional de la Tierra del Leopardo (en ruso: Национальный парк «Земля леопарда») es un parque nacional de Rusia situado en el Krai de Primorie en el Lejano Oriente ruso, que cubre un área de 2799 km² (1080,7 mi²) al oeste del río Razdolnaya. Fue creado el 5 de abril de 2012 para proteger al leopardo del Amur, que en ese momento era el felino más raro del mundo con una población estimada de treinta individuos.
El parque fue creado a partir de la fusión de varias reservas ya existentes la Reserva Natural Kedrovaya Pad, los Refugios Regionales de Vida Silvestre de Barsovy y de la Meseta de Borisovkoye y un nuevo territorio a lo largo de la frontera con China.

## Historia
A principios del siglo XXI, la población de leopardos de Amur estaba al borde de la extinción. Como resultado de la caza furtiva y los incendios, el vasto hábitat del gran felino se había reducido a una estrecha franja en al suroeste del Krai de Primorie. Para entonces, existía allí una reserva natural llamada Kedrovaya Pad y varios criaderos, pero solo la expansión del área protegida y la gestión integrada de los territorios naturales existentes podrían resolver el problema de la conservación de este raro felino.
El Parque Nacional Tierra del Leopardo fue fundado el 5 de abril de 2012, gracias a los esfuerzos de los ecologistas y la atención personal al problema de Serguéi Ivanov, ex Director de la Oficina Ejecutiva del Presidente de la Federación de Rusia. Su territorio en el área de 262 th cubre la mayor parte del hábitat de este raro depredador, incluida la tierra de los distritos (raiones) de Jasansky y Nadezhdinsky ambos situados en el Krai de Primorie, el distrito urbano de Ussuriisk, así como una pequeña parte de la ciudad de Vladivostok.

## Ecorregión y clima
El parque nacional se encuentra en la ecorregión de bosques mixtos de Manchuria. El clima es continental húmedo, subtipo de verano cálido (clasificación climática de Köppen). Este clima se caracteriza por grandes diferencias estacionales de temperatura y un verano cálido (al menos cuatro meses con un promedio de más de 10 °C (50 °F), pero ningún mes con un promedio de más de 22 °C (72 °F), e inviernos fríos con una precipitación mensual menor menos de una décima parte del mes de verano más lluvioso. Las precipitaciones varían según la ubicación, y oscila entre 500 y 1000 mm/año. El verano y el otoño son la temporada de lluvias.

## Flora y fauna

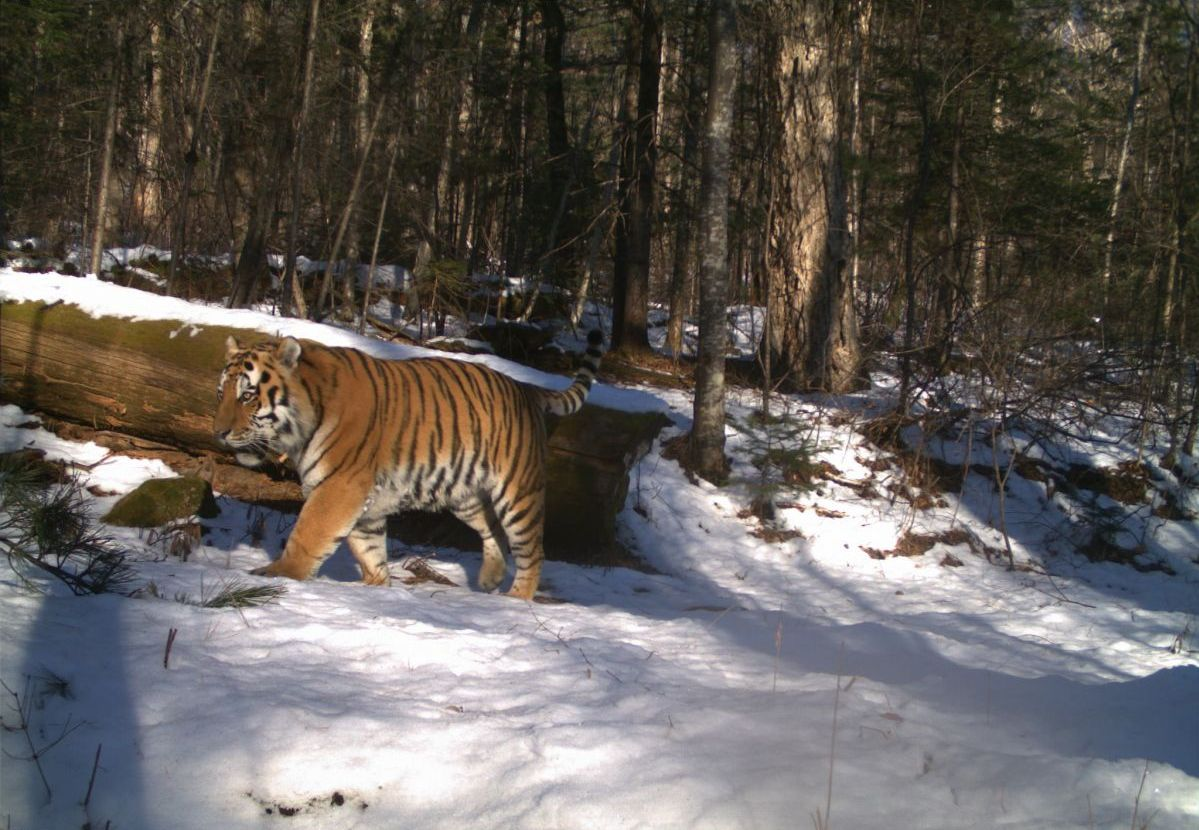
Un tigre siberiano captado por una cámara trampa en la cercana reserva natural de Bastak

El parque nacional Tierra del Leopardo es una parte esencial de la ecorregión del bosque mixto de Manchuria (actual Amur y Primorie). Esta es la única región de Rusia, a excepción del Cáucaso, que no se vio afectada por la última glaciación, lo que contribuyó a la preservación de una rica diversidad de flora y fauna. Es gracias a esto que en la región se pueden encontrar una serie de plantas consideradas reliquias antiguas, así como representantes de la fauna tropical. Es gracias a esta rica biodiversidad que se han descrito en el parque 54 especies de mamíferos, 184 especies de aves, siete especies de anfibios, ocho especies de reptiles, 12 especies de peces, 940 especies de plantas vasculares, 283 especies de algas de agua dulce, 251 especies de líquenes, 179 especies de musgos y 1914 especies de hongos en el parque nacional.
En el territorio del actual parque nacional se encuentran especies de importancia internacional, especies indicadoras cuyos hábitats están amenazados, así como especies raras y en peligro de extinción. Actualmente, alrededor de cuarenta especies raras y en peligro de extinción requieren medidas de conservación urgentes, diez de ellas están clasificadas como la primera categoría de protección adoptada en la República Popular de China y veintitrés están protegidas por la ley rusa. Además de los emblemáticos tigre siberiano y leopardo del Amur, en estos lugares hay especies como el oso del Himalaya, el oso pardo, ungulados (ciervo moteado, ciervo almizclero, corzo siberiano, goral y jabalí), así como el lince, el gato del Lejano Oriente, zorro, tejón, glotón, erizo, perro mapache, comadreja siberiana, nutria, musarañas y murciélagos, liebre de Manchuria, ardilla, ardilla listada, siete especies de anfibios y doce especies de reptiles.
En 2021 se habían contabilizado alrededor de 580 tigres siberianos y 110 leopardos del Amur en Rusia, lo que aleja a ambas especies del peligro de extinción. En 2022 se contabilizaron en Rusia unos 750 tigres de Amur. La mayor «densidad de población» se encuentra en el parque nacional Tierra del leopardo.

## Actividades

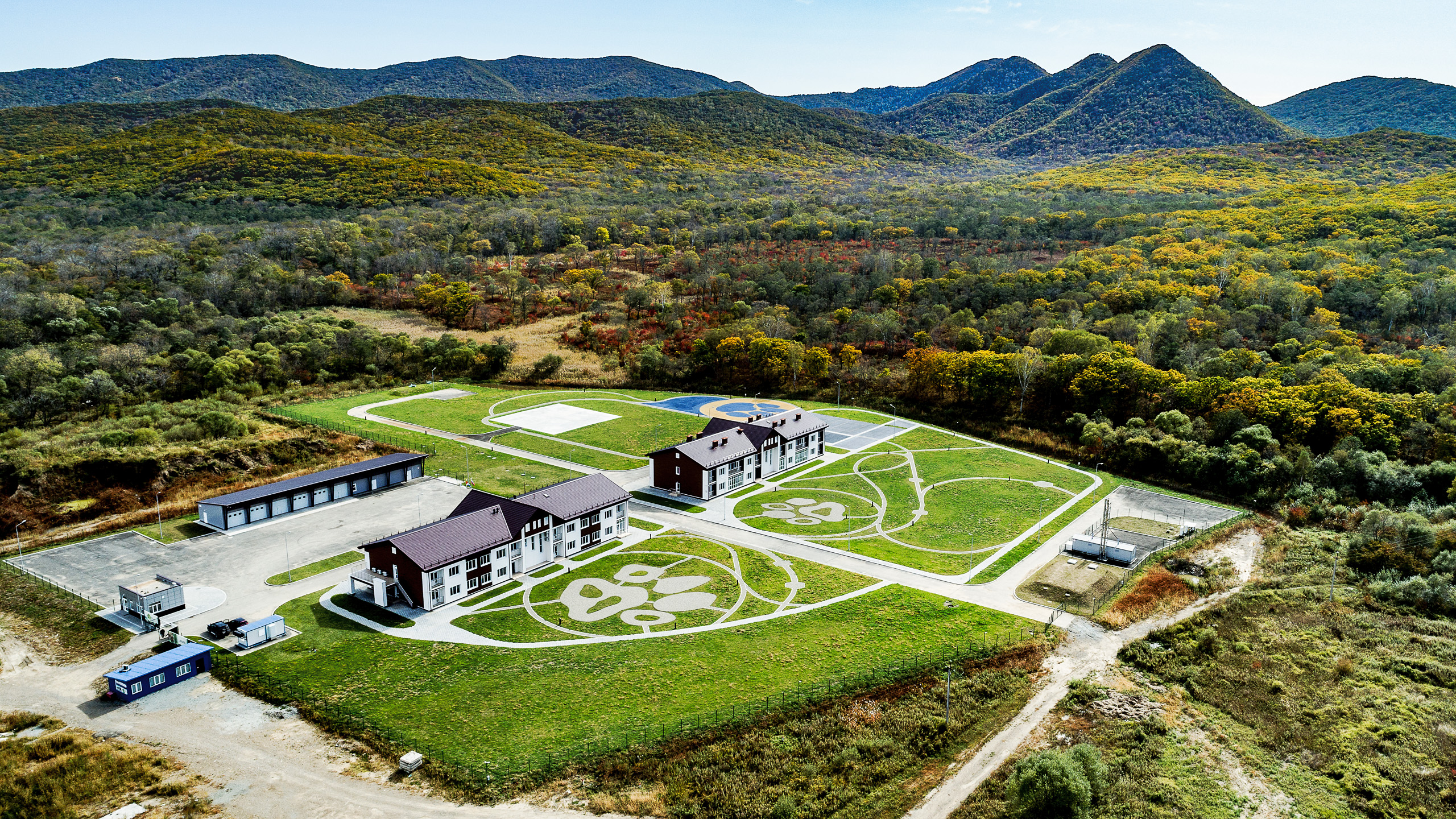
Instalaciones para visitantes e investigación en el Parque nacional Tierra del Leopardo

El Parque Nacional se enfrenta a una tarea extraordinaria, que es la protección y conservación de la única población salvaje de leopardo del Amur en el mundo. Por eso aquí se ha librado una persistente batalla contra la caza furtiva y los incendios, se está alimentando a los ungulados; se están realizando monitoreos ecológicos y extensión comunitaria. Esas medidas han dado como resultado un aumento considerable en el número de gatos manchados y una tendencia a un mayor crecimiento. La tarea principal de la investigación científica llevada a cabo por el personal del parque es el estudio y el seguimiento a largo plazo de las poblaciones de leopardos de Amur y tigres siberianos para preservar y restaurar su número.
El fotoseguimiento, el censo de rutas invernales basado en rastros en la nieve, así como la recolección y análisis de excrementos ayudan a los científicos a determinar el número de leopardos y tigres, estudiar sus dietas, revelar posibles enfermedades y peculiaridades de su comportamiento. En la actualidad, las cámaras trampa se utilizan para monitorear la vida silvestre. La mayor red de cámaras trampa compuesta por más de 400 unidades en un área de 362000 hectáreas. Después de clasificar cientos de miles de tomas, los científicos pueden identificar cada leopardo y tigre según su patrón único de manchas y rayas en su pelaje.

## Turismo
El ecoturismo es una de las mejores maneras de contemplar la naturaleza única del suroeste del Krai de Primorie y aprender todo sobre el leopardo de Amur. La puerta de entrada al parque nacional para los visitantes es el centro de visitas «Tierra del leopardo» situado en el pueblo de Barabash. También existe la oportunidad de ver y fotografiar la vida silvestre desde detrás de las persianas.